# 斯梅爾特敦 (科羅拉多州)
斯梅爾特敦（英語：Smeltertown）是位於美國科羅拉多州查菲縣的一個人口普查指定地區。

## 地理
斯梅爾特敦的座標為38°32′51″N 106°00′52″W / 38.54750°N 106.01444°W，而該地最高點為海拔高度2163米（即7096英尺）。

## 人口
根據2010年美國人口普查的數據，斯梅爾特敦的面積為0.39平方千米。當地共有人口120人，而人口密度為每平方千米307人。